# Paracoccus trichospermi
Paracoccus trichospermi är en insektsart som beskrevs av Williams och Watson 1988. Paracoccus trichospermi ingår i släktet Paracoccus och familjen ullsköldlöss.
Artens utbredningsområde är Fiji. Inga underarter finns listade i Catalogue of Life.